# Extra Texture (Read All About It)
Extra Texture (Read All About It) — студийный альбом Джорджа Харрисона, вышедший в 1975 году следом за альбомом Dark Horse. Extra Texture (Read All About It) стал последним альбомом Харрисона, изданным Apple Records (и также последним студийным альбомом лейбла) и EMI. Харрисон основал свою собственную компанию звукозаписи Dark Horse Records, дистрибьютером которой стал лейбл A&M Records.

## Об альбоме
Работа над альбомом началась после того, как Харрисон отдохнул после насыщенного 1974 года. Большая часть альбома была записана на A&M Studios в Лос-Анджелесе летом 1975 года. В записи альбома приняли участие Джим Келтнер на ударных, Леон Расселл на фортепиано и Дэвид Фостер — на струнных и клавишных инструментах. Практически для каждого из треков играли различные гитаристы: Клаус Форман, Карл Рэйдл, Пол Сталворт, Уилли Уикс и сам Харрисон.
Специально для альбома, Харрисон записал песню «You», изначально предназначавшуюся для Ронни Спектор. Вышедшая в виде сингла, песня достигла 20 места в Billboard Hot 100 и поднялась до 38-й строчки в UK Singles Chart. Следующий сингл с альбома, «This Guitar (Can’t Keep from Crying)», представлял собой лирический сиквел песни «While My Guitar Gently Weeps». Он был выпущен в феврале 1976 года и стал последним новым релизом в истории Apple Records, а также первым сольным синглом одного из битлов, не попавшим в чарты. «Ooh Baby (You Know That I Love You)» стала одной из двух песен, посвящённых Харрисоном Смоки Робинсону.
Альбом получил более радушный приём у критиков, чем предыдущая работа Харрисона — Dark Horse. Позднее, Харрисон назвал Extra Texture (Read All About It) худшим альбомом своей музыкальной карьеры. Альбом поднялся до 16-й позиции в британских чартах и до 8-й позиции в Billboard 200, получив в США золотой статус.
Ремастированная CD-версия альбома была выпущена в 1992 году.

## Список композиций
Автор всех песен — Джордж Харрисон.
1. «You» — 3:41
2. «The Answer’s At The End» — 5:32
3. «This Guitar (Can't Keep from Crying)» — 4:11
4. «Ooh Baby (You Know That I Love You)» — 3:59
5. «World of Stone» — 4:40
6. «A Bit More of You» — 0:45
7. «Can’t Stop Thinking About You» — 4:30
8. «Tired of Midnight Blue» — 4:51
9. «Grey Cloudy Lies» — 3:41
10. «His Name Is Legs (Ladies And Gentlemen)» — 5:46

## Участники записи
- Джордж Харрисон — вокал, гитара, синтезатор Муга
- Джесс Эд Дэвис — гитара (треки 3-7, 9)
- Чак Финдли — валторна (треки 4, 10)
- Дэвид Фостер — орган, электрическое фортепиано, арфа (треки 1-3, 5-7, 9, 10)
- Джим Гордон — барабаны (трек 1)
- Ники Хопкинс — фортепиано (треки 6, 7)
- Джим Хорн — флейта, саксофон (трек 1)
- Джим Келтнер — барабаны, ударные (треки 1-9)
- Деннис Кайлин — ударные
- Норм Кинни — ударные (трек 2)
- Энди Ньюмарк — ударные (трек 10)
- Билли Престон — электрическое фортепиано (трек 10)
- Карл Рэйдл — бас-гитара (трек 1)
- Эмил Ричардс — ударные
- Леон Расселл — фортепиано (треки 1, 8)
- Том Скотт — валторна, саксофон (треки 4, 10)
- Легс Лэрри Смит — вокал (трек 10)
- Пол Сталворт — бас-гитара, вокал (треки 2, 7, 8)
- Клаус Форман — бас-гитара (треки 4-7)
- Уилли Уикс — бас-гитара (трек 10)
- Гэри Райт — орган, электрическое фортепиано, арфа (треки 1-7)

## Позиции в чартах
| Чарт (1975)                               | Position | Weeks |
| ----------------------------------------- | -------- | ----- |
| США Billboard 200                         | 8        | 11    |
| Norwegian VG-lista Albums Chart (top 20)  | 8        | 10    |
| Japanese Oricon Weekly LP Chart (top 100) | 9        | 12    |
| UK Albums Chart (top 60)                  | 16       | 4     |

## Результаты продаж
| Старана | Организация | Сертификация | Объём продаж |
| ------- | ----------- | ------------ | ------------ |
| США     | RIAA        | Золотой      | 500 000+     |

| Страна | Источник | Объём продаж |
| ------ | -------- | ------------ |
| Япония | Oricon   | 44 000+      |